# نهائي كأس أمم أوقيانوسيا 1980
نهائي كأس أوقيانوسيا للأمم 1980 هي المباراة النهائية من منافسة كأس أوقيانوسيا للأمم 1980، أقيمت المباراة في 3 مارس 1980، في نوميا، بين فريقي منتخب أستراليا لكرة القدم، ومنتخب تاهيتي لكرة القدم، وفاز فيها منتخب أستراليا لكرة القدم، بعد أن هزم منتخب تاهيتي لكرة القدم، بنتيجة 4 - 2.

## تفاصيل المباراة
لعبت المباراة النهائية في 3 مارس 1980.
| منتخب أستراليا لكرة القدم                    | 4 -2 | منتخب تاهيتي لكرة القدم |
| -------------------------------------------- | ---- | ----------------------- |
| باول كاي 4 ' · باول كاي 29 ' · No ID · No ID |      | No ID 11 ' · إرول بينيت |